# Lunatic Soul
Lunatic Soul is een muziekgroep, die in wezen bestaat uit één persoon: Mariusz Duda. 
Duda vergaarde enige bekendheid binnen de niche van de progressieve rock en artrock met de muziekgroep Riverside, alwaar hij basgitarist en zanger is. Hij kon binnen die band niet al zijn muziek kwijt en vond met Lunatic Soul rond 2008 een manier om die muziek aan de man te brengen. Soms liet hij zich begeleiden door leden van Riverside, maar meest laat Lunatic Soul alleen basgitaar, toetsen en drums horen met af en toe akoestische gitaar. Duda speelt dan bijna alles zelf.
De muziek richt zich op "melancholische en donkere sferen, en vol nuances".
In voorjaar 2017 kondigde Duda album nummer 5 aan: Fractured, maar ook dat het project op zijn eind liep. Er zouden volgens aankondiging in 2017 zes albums van Lunatic Soul verschijnen (het zouden er zeven worden). Thema van de albums is het verwerken van zijn emoties met betrekking tot leven en dood. Dat de muziek als progressieve rock werd beoordeeld, leek hem onwaarschijnlijk; hij dacht zelf aan melodieuze trance. Hij kondigde in 2017 ook aan dat de band zou gaan optreden, maar of dat ooit heeft plaatsgevonden is onbekend.

## Discografie
| Titel                        | Uitgebracht      | Label                            |
| ---------------------------- | ---------------- | -------------------------------- |
| Lunatic Soul                 | 13 oktober 2008  | Mystic Production, Snapper Music |
| Lunatic Soul II              | 9 november 2010  | Mystic Production, Kscope        |
| Impressions                  | 8 november 2011  | Kscope                           |
| Walking on a Flashlight Beam | 13 oktober 2014  | Mystic Production, Kscope        |
| Fractured                    | 6 oktober 2017   | Mystic Production, Kscope        |
| Under the Fragmented Sky     | 25 mei 2018      | Mystic Production, Kscope        |
| Through Shaded Woods         | 13 november 2020 | Mystic Production, Kscope        |